# 八月二十三日鄉 (康斯坦察縣)
43°55′0.12″N 28°34′50.34″E / 43.9167000°N 28.5806500°E
八月二十三日鄉（羅馬尼亞語：Douăzeci și Trei August）是羅馬尼亞的鄉份，位於該國東南部，由康斯坦察縣負責管轄，處於黑海沿岸，面積75平方公里，2011年人口5,268，人口密度每平方公里70人。名稱源於八二三起義。